# IC 3432
IC 3432 је спирална галаксија у сазвјежђу Береникина коса која се налази на листи објеката дубоког неба у Индекс каталогу.
Деклинација објекта је + 14° 9' 38" а ректасцензија 12h 30m 27,8s. Привидна величина (магнитуда) објекта IC 3432 износи 14,6 а фотографска магнитуда 15,3. IC 3432 је још познат и под ознакама MCG 2-32-102, CGCG 70-135, VCC 1293, KUG 1227+144, PGC 41320.